# Gustav Wedell-Wedellsborg (1858-1939)
 Der er flere personer med dette navn, se Gustav Wedell-Wedellsborg.
August "Gustav" Frederik Ferdinand Leopold baron Wedell-Wedellsborg (2. november 1858 i Serritslev ved Horsens – 10. februar 1939 i København) var en dansk officer.
Han var søn af baron Casper Wedell-Wedellsborg og hustru Georgine f. Rørstrøm, blev sekondløjtnant 1878, premierløjtnant 1881 og kaptajn 1895. Han var adjudant hos kong Christian IX 1902-06, blev oberstløjtnant og chef for 1. bataljon 1908. 1914 blev han chef for 2. Livgardebataljon og fik afsked 1918.
Han ejede Storegård, var kammerherre, Ridder af Dannebrog, Dannebrogsmand, bar Kong Christian IX's Mindetegn, Kong Frederik VIII's Mindetegn og Mindemedalje og bar flere udenlandske ordener.
Han blev gift 26. marts 1884 med Johanne Marie Perber-Slager (29. september 1863 på Amager – 12. april 1933), medbesidderinde af det Slagerske Fideikommis.